# Lubricogobius tunicatus
Lubricogobius tunicatus là một loài cá biển thuộc chi Lubricogobius trong họ Cá bống trắng. Loài cá này được mô tả lần đầu tiên vào năm 2016.

## Từ nguyên
Tính từ định danh tunicatus được Latinh hóa từ tunicate nghĩa là “các loài sống đuôi”, hàm ý đề cập đến vật chủ cộng sinh của loài cá này.

## Phân bố và môi trường sống
L. tunicatus hiện chỉ được biết đến duy nhất ở ngoài khơi đảo Normanby (Papua New Guinea), nằm trong quần đảo D'Entrecasteaux. Loài này luôn sống gần một loài hải tiêu chưa xác định (có thể là Polycarpa), ở độ sâu khoảng 20–30 m.

## Mô tả
Chiều dài cơ thể lớn nhất được ghi nhận ở L. tunicatus là 1,1 cm, là thành viên nhỏ nhất của Lubricogobius. Loài này trong mờ, có màu trắng hoặc vàng, đều có sắc tố dưới dạng các vệt dài đứt đoạn dọc theo cột sống. Đầu và thân được bao phủ chi chít bởi các chấm sắc tố đen.
Số gai vây lưng: 7; Số tia vây lưng: 9–10; Số gai vây hậu môn: 1; Số tia vây hậu môn: 6–7; Số gai vây bụng: 1; Số tia vây bụng: 5; Số tia vây ngực: 17–19.

## Sinh thái
L. tunicatus thường được nhìn thấy trên mép miệng của vật chủ hải tiêu, nhanh chóng rút vào bên trong khi gặp nguy hiểm, cũng có thể rút xuống gốc hải tiêu.